# Dead Sushi
Dead Sushi è un film del 2012, diretto da Noboru Iguchi.

## Trama
Keiko, apprendista cuoca nonché karateka, litiga col padre e si rifugia in un hotel termale in cerca di lavoro. Come per magia, il sushi servito nella struttura prende vita, aggredendo personale e clienti e rendendoli degli zombi. Keiko e pochi altri sopravvissuti dovranno unire le forze per combattere il famelico sushi.

## Produzione
Iguchi progettò questo film dopo il successo in Giappone di Piranha 3D mentre la principale fonte d'ispirazione è L'attacco dei pomodori assassini, con cui condivide l'idea del cibo che si anima e aggredisce le persone.